# Меховые деньги

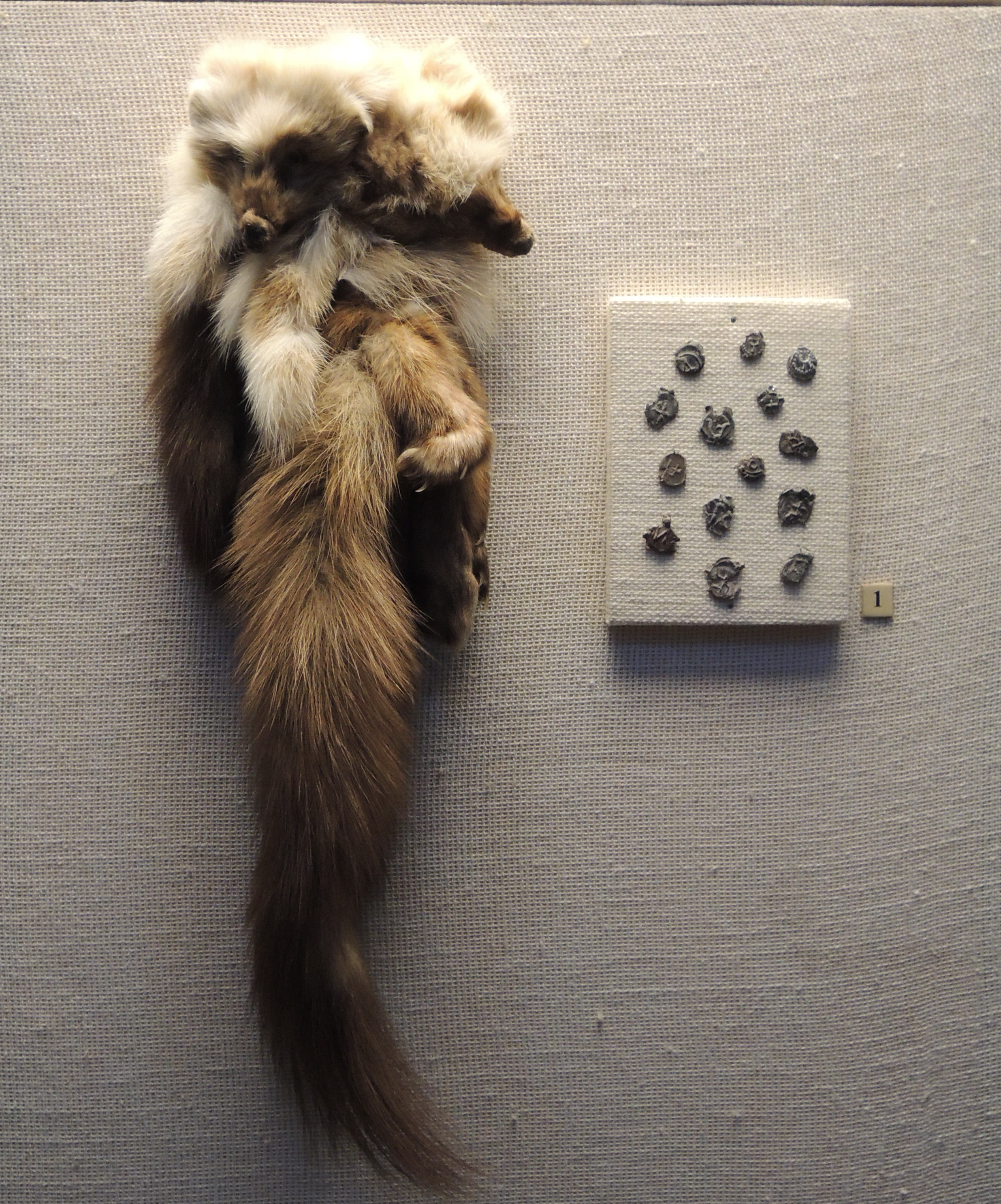
Реконструкция «меховых денег». Пломбы. Свинец, олово, штамповка. Дрогичин. 11-3 век. ГИМ. Использовались для запечатывания связок пушнины. ГИМ

Меховые деньги — одна из разновидностей товарных денег, заменителей чеканной монеты на рынке в случае недостатка последней.
Восточные авторы X — начала XIII века (Ибн Руста, Ибн Фадлан, аль-Гарнати и др.) свидетельствуют об использовании шкурок куниц и белок русами как средства купли-продажи. Там, где мех добывали, в условиях феодального общества с резкими изменениями в обращении и периодической нехваткой монетного серебра, шкурки могли служить платежным средством в начале своего пути от производителя к потребителю.
Параллельно с меховыми деньгaми могли использоваться другие товарные деньги: ракушки-каури, бусины, шиферные пряслица и др.